# 阿木尔站
阿木尔站是位于黑龙江省大兴安岭地区漠河市阿木尔镇的一个铁路车站，有富西铁路经过该站，车站及其上下行区间均未电气化，距离富裕站816公里。车站建于1971年，原名阿木尔站，后定名劲涛站，1974年开站通车:94。2011年，劲涛镇更名为阿木尔镇，本站同年更名为阿木尔站。
隶属哈尔滨铁路局加格达奇车务段，是四等站，办理客运业务。